# Speedcar Series
A Speedcar Series egy az amerikai NASCAR-hoz hasonló, de hagyományos országúti pályákon zajló ázsiai versenysorozat. A széria 2008-ban indult. A kategóriában már sok volt F1-es versenyző megfordult, többek között: Johnny Herbert, Jean Alesi, Heinz-Harald Frentzen, Pedro Lamy, Christian Danner, Alex Yoong, JJ Lehto, Stefan Johansson, Vitantonio Liuzzi, Gianni Morbidelli és 1997 F1-bajnoka, Jacques Villeneuve.

## Autók
- Motor : 6.0 L (366 in³) Pushrod V8
- Sebességváltó : 4 sebességű, kézi váltó
- Súly : 1200 kg
- Teljesítmény : 620 hp (463 kw)
- Forgatónyomaték : 680 n·m
- Üzemanyag sűrítési arány : 12 : 1
- Üzemanyag : benzin

## Bajnokok
| Év      | Egyéni bajnok     |
| ------- | ----------------- |
| 2008    | Johnny Herbert    |
| 2008-09 | Gianni Morbidelli |

## Külső hivatkozások
- A Speedcar Series hivatalos honlapja